# Skateboarding na letních olympijských hrách
Skateboarding na letních olympijských hrách je součástí olympijského programu od roku 2020. Skateboarding byl mezi olympijské sporty zařazen z rozhodnutí Mezinárodního olympijského výboru (MOV) v roce 2016, a to pro nejbližší následující letní olympijské hry (LOH), neboť si jej vybrali jejich organizátoři pro rozšíření programu olympiády. V roce 2020 schválil MOV tento sport i pro další LOH.
Olympijskou premiéru si skateboarding odbyl na Letních olympijských hrách 2020 v Tokiu, které se kvůli pandemii covidu-19 uskutečnily v roce 2021.

## Medailové pořadí zemí
| Pořadí | Země                         | Zlato | Stříbro | Bronz | Celkem |
| ------ | ---------------------------- | ----- | ------- | ----- | ------ |
| 1.     | Japonsko (JPN)               | 3     | 1       | 1     | 5      |
| 2.     | Austrálie (AUS)              | 1     | 0       | 0     | 1      |
| 3.     | Brazílie (BRA)               | 0     | 3       | 0     | 3      |
| 4.     | Spojené státy americké (USA) | 0     | 0       | 2     | 2      |
| 5.     | Velká Británie (GBR)         | 0     | 0       | 1     | 1      |
| Celkem | Celkem                       | 4     | 4       | 4     | 12     |